# Lågskär
För andra betydelser, se Lågskär (olika betydelser).
Lågskär är en finländsk ö ca 15 nautiska mil söder om Mariehamn vid inloppet till Ålands hav. Ön är omkring 50 ha stor och omges av ett femtontal mindre klippor och otaliga stenar. På ön finns Lågskärs fyr.

## Historik
Skäret är ett viktigt landmärke vid segling över Ålands hav, men det finns många grund omkring det, och redan på 1600-talet fanns där ett stenkummel för att vägleda sjöfarare. År 1794 bestämde lotskaptenen vid amiralitetet Nils Åhman att där skulle byggas en båk av trä och den blev 23 meter hög. Den förstördes i Finska kriget 1808–1809, men byggdes upp igen 1814 av Storfurstendömet Finlands lotsverk.
På förslag av de svenska sjöfartsmyndigheterna försågs båken med en lanternin på toppen 1839, (ändringsritningarna är undertecknade av Carl Ludvig Engel) och i september 1840 tändes de 11 hampoljelamporna i lanterninen för första gången. Samtidigt byggdes en stadig stockstuga för de fyra fyrvaktarna; en överfyrvaktare och tre fyrvaktare. Det visade sig att båken var mindre stadig, och fyrvaktarna hade problem med att hålla vekarna brinnande då det var storm, i regnvattenflödet från det läckande taket och draget från de otäta fönstren.

### Ofärdsår
Under Krimkriget 1854 monterades lysanläggningen ned, och fördes i säkerhet. Fiendeflottan som opererade i Östersjön gick lös på de övriga byggnaderna, men sparade båken. Efter fredsslutet 1856 började man bygga ett ordentligt stentorn bredvid den gamla träbåken. Ett fundament murades i gråsten till sex meters höjd, och ovanpå det 15 meter i tegel. Överst ställdes en lanternin i smidesjärn. I september 1859 tändes ljuset i fyren på nytt. År 1882 installerades en dioptrisk (försedd med en enkel lins) lysanordning som införskaffats från företaget Henry Lepante i Frankrike. År 1903 byttes den trevekade lampan till en av Alexander af Forselles konstruerad tryckbrännar.
Efter första världskrigets utbrott lät 1915 de ryska militärmyndigheterna spränga hela fyren med linser och lysanordningar och allt, och bränna övriga byggnader på ön.

### Tyskt slagskepp på grund

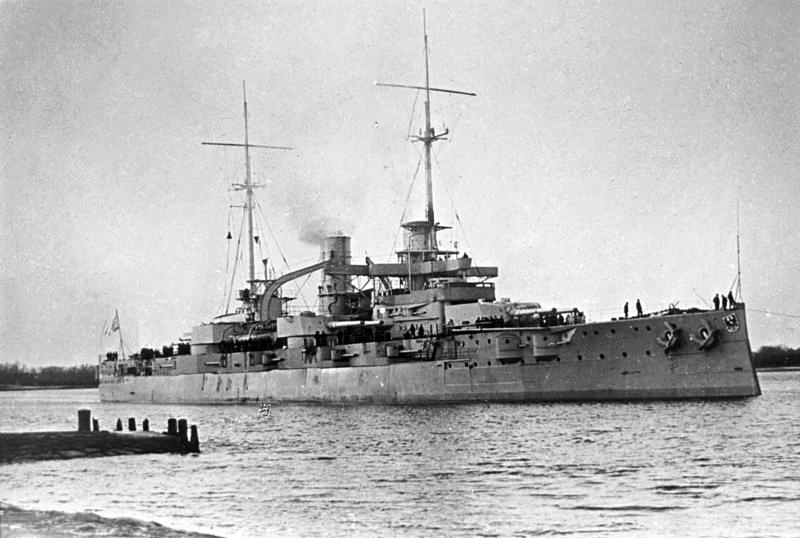
SMS Rheinland

Då det tyska slagskeppet SMS Rheinland den 11 april 1918 lämnade Mariehamn låg fyren öde. På grund av kraftig dimma gick fartyget på grund vid Lågskär. Två män omkom vid den kraftiga grundstötningen och fartyget åsamkades omfattande skador. Först den 9 juli fick man loss fartyget efter att en flytande kran anlänt från Danzig.
Under 1918 byggde tyska pionjärstyrkor ett tolv meters fackverkstorn i trä och installerade två fartygslanternor som ljuskällor i toppen. Fyrvaktarna kallades åter till tjänst, och fick till en början bo i en barack som uppfördes vid roten av tornet. Samma höst installerades en ny AGA-brännare med klippljusapparat.

### Lugnare tider

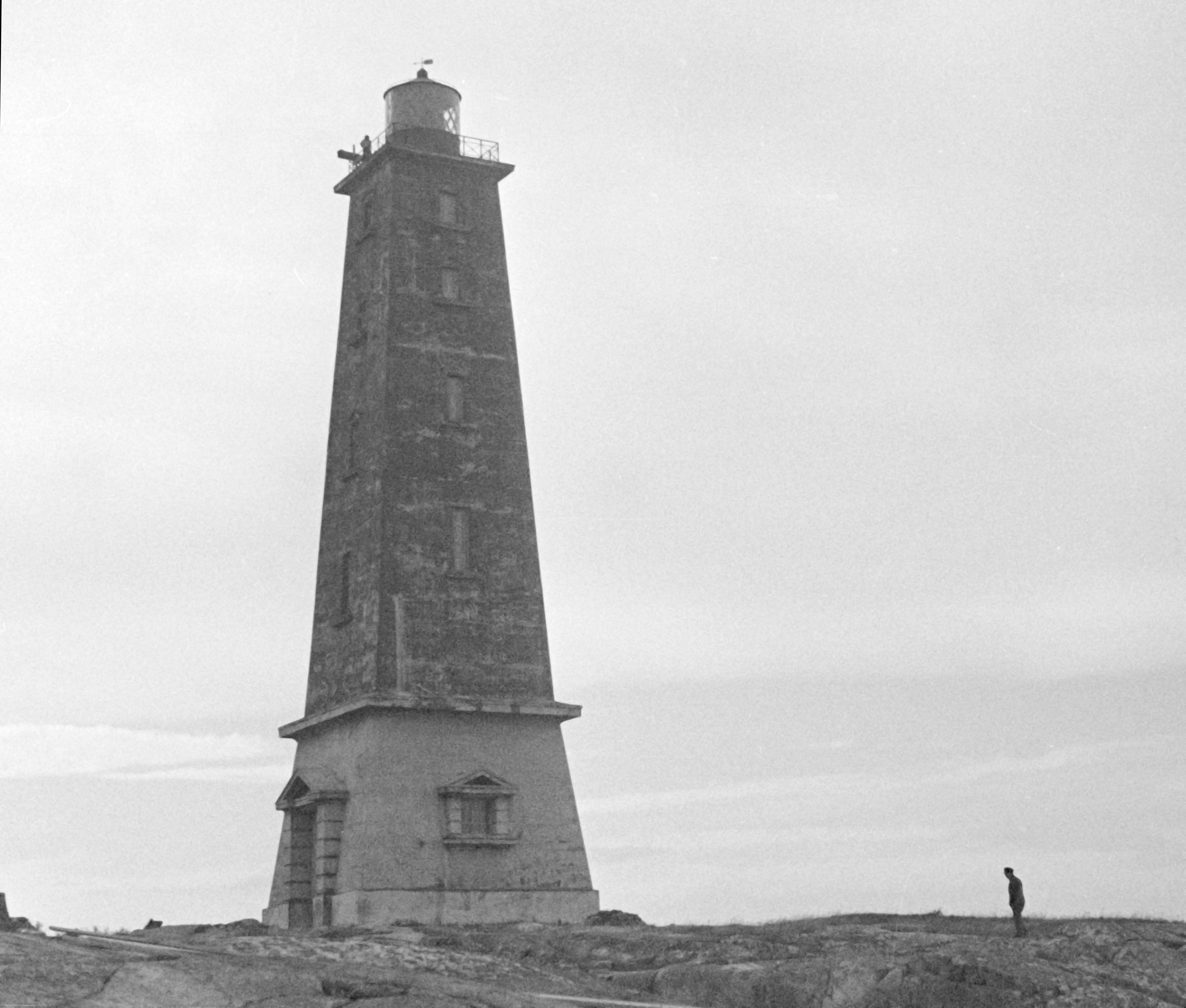
Lågskärs fyr någon gång mellan 1939 och 1945

Den nybildade finländska Sjöfartsstyrelsen tog som en av sina första och mest prioriterade uppgifter att återuppbygga fyren på Lågskär. Som byggnadsmaterial Valdes armerad betong, och som entreprenör utsågs Kreuger & Toll i Helsingfors. Tornet utformades som en stympad pyramid och i de dubbla väggarna fanns trappan med 175 steg till toppen på 33 meter. Arbetet fördröjdes av stormar och strejker, men 1920 kunde den nya linsanordningen installeras. Den var den största som AGA dittills byggt, med 1,7 meters diameter, och den var också en av de första i världen med automatisk vridmekanism. Brännaren gick på acetylengas, ljuseffekten var 700 000 cd och skulle om tornet varit högre ha haft en räckvidd på 38 nautiska mil. Som det nu var så kom horisonten emot vid 18 nautiska mil. Samtidigt byggdes nya stockhus till fyrpersonalen, som kunde lämna baracken att användas till ladugård tills den revs 1923. Entreprenaden gavs till Degerby båtvarv. De använde materialet från övergivna ryska militärförläggningar på Herröudden på Lemland, som enligt envisa anekdoter transporterades till Lågskär inklusive vägglössen.

## Avveckling
År 1953 blev fyren Flötjan färdig på ett skär något västerut närmare farleden. Den hade större lysstyrka och Lågskärs betydelse minskade därigenom betydligt. År 1961 installerades på Lågskär en mindre AGA-ljusanordning och räckvidden minskade till 11 nautiska mil. Den ståtliga 1,7 meterslinsen fördes till Sjöfartsstyrelsens huvudkontor i Helsingfors, där den var utställd i aulan under resten av seklet tills verket flyttade in i nya lokaliteter i Gräsviken. I och med det upphörde bemanningen på skäret, och därmed hade en förutom krigsåren obruten epok på 120 år av fyrbevakning gått till ända. I augusti 2011 fördes linsanordningen från Sjöfartsverket i Helsingfors till Ålands sjöfartsmuseum i Mariehamn. Tyvärr skadades linsapparaturen vid nedmonteringen, så pass allvarligt att det är tveksamt om den kan ställas ut i det nyrenoverade museet.

## Lågskärs fågelstation
Huvudartikel: Lågskärs fågelstation
Fyrmästaren vid sekelskiftet 1800-1900 var känd som en stor fågelvän, och till hans uppgifter hörde också att rapportera om fåglarnas flyttstreck. Han ordnade skyddade alkover intill tornet för ejdrarna att bygga bo i, men de sprängdes samtidigt med tornet vid första världskriget.
Efter att fyrpersonalen flyttat ut, fick Ålands Fågelskyddsförening arrendera byggnaderna mot att utföra underhåll. Föreningsmedlemmar tillbringar mycket tid på Lågskär för observationer, ringmärkningar och talkoarbete för att reparera husen.
I maj 2023 beslutade Ålands landskapsregering om skyddsjakt omfattande fem havsörnar, i syfte att skydda ejderpopulationen vid Lågskär. Beslutet har mötts med kritik från Ålands fågelskyddsförening.